# Rogers Department Store
Rogers Department Store was een warenhuisketen uit Florence, Alabama. Het bedrijf werd opgericht in 1894 en breidde zich uit met vestigingen in de hele Tennessee Valley. 
Het oorspronkelijke gebouw, gebouwd in 1910, werd in 1994 opgenomen in het Alabama Register of Landmarks and Heritage. In 1998 kwam het ook in het National Register of Historic Places.

## Geschiedenis
Benjamin A. Rogers en zijn zonen kwamen in 1894 naar Florence, tijdens een economische bloeiperiode die werd aangewakkerd door de aanleg van een kanaal om de Muscle Shoals in de Tennessee River te omzeilen. De familie liet een gebouw met twee verdiepingen bouwen om er een warenhuis in te vestigen. De winkel was een van de eerste in de regio die de prijzen van producten duidelijk aangaf, in plaats van dat er over de aankoop werd onderhandeld.
In 1902 stierf Benjamin Rogers. In 1910 brandde het warenhuis af en lieten de zonen van Rogers de winkel herbouwen. Zij bouwden het huidige gebouw met twee verdiepingen, dat na een brand in 1946 gedeeltelijk werd herbouwd en uitgebreid naar drie verdiepingen. Rogers opende andere vestigingen, waaronder in Muscle Shoals, Decatur en Athens. Het bedrijf bleef in de familie tot 1998, toen het werd verkocht aan The Dunlap Company. In 2001 werd de vestiging in het centrum van Florence gesloten en in 1996 werd de winkel in Athene gesloten. De winkels in Decatur  en Muscle Shoals (in de Southgate Mall) werden in respectievelijk 2006 en 2007 gesloten. 

## Architectuur
Het gebouw is in Art Deco-stijl met drie verdiepingen en heeft een oppervlakte van ruim 6.100 m². Het werd oorspronkelijk gebouwd van massieve baksteen, met enkele betonblokken en gegoten muren van gewapend beton die dateerden uit de restauratie na de brand en de uitbreiding van eind jaren 1940. De achterzijde van het gebouw, door een smal steegje gescheiden van een parkeergarage, en heeft nog steeds de originele bakstenen, met boogvormige raamopeningen op de twee onderste verdiepingen en de originele twee schoorstenen.
De voor- en zijgevels zijn bekleed met beige kalksteen, met decoratieve, gebeeldhouwde ramskoppen op de afgeschuinde hoeken en aan de zijkant van het gebouw. Er zijn twee ingangen aan de voor- en zijkant en aan de voorkant bevinden zich grote vitrines met aluminium kozijnen. Een rij gepolijst roze graniet bekleedt de onderzijde van het gebouw. Het Art Deco-karakter van het gebouw is af te leiden uit de twee bovenste verdiepingen. Elke travee is terugliggend en bevat driedelige ramen met een centraal raamkozijn omgeven door vaste panelen. Uitstekende kalksteenpanelen tussen de traveeën steken iets boven de borstwering uit en worden visueel van elkaar gescheiden door gekerfde panelen boven de ramen op de derde verdieping. In het midden van de voorgevel en tweemaal aan de zijkant bevindt zich een verdere terugliggende erker, geflankeerd door panelen die verder boven de daklijn uitsteken.
Op de eerste en derde verdieping bevinden zich tussenvloeren. De winkel was een van de eerste in Noord-Alabama die liften had, centrale airconditioning en verwarming. 